# Nyhavn
Nyhavn è l'antico porto di Copenaghen. Si trova nel centro della città; oggi corrisponde al porto storico nonostante il suo nome (Nyhavn) significhi Porto nuovo. È uno dei punti centrali del turismo cittadino, lungo il quale sono presenti caffè e locali di ogni genere. Qui inoltre partono le imbarcazioni turistiche che permettono la visita della città attraversandone i numerosi canali.

## Storia
Nyhavn fu costruito dal re Cristiano V di Danimarca dal 1670 al 1673, scavato da prigionieri di guerra svedesi dalla guerra Dano-svedese del 1658-1660 . Si tratta di una porta dal mare al vecchio centro urbano di Kongens Nytorv (King's Square), dove le navi gestivano il carico e il pescato dei pescatori. Era famoso per la birra, i marinai e la prostituzione. L'autore danese Hans Christian Andersen ha vissuto a Nyhavn per circa 18 anni.
Il primo ponte sul Nyhavn fu inaugurato il 6 febbraio 1875. Era una passerella di legno temporanea. Fu sostituito dall'attuale ponte nel 1912. 
Mentre le navi oceaniche diventavano più grandi, Nyhavn fu rilevata dal traffico merci interno danese delle piccole navi. Dopo la seconda guerra mondiale i trasporti terrestri assunsero questo ruolo e il traffico di piccole navi scomparve dal porto di Copenaghen, lasciando Nyhavn in gran parte deserta.
A metà degli anni '60, la Nyhavn Society (danese: Nyhavnsforeningen) fu fondata con lo scopo di rivitalizzare l'area. Nel 1977, Nyhavn fu inaugurato come nave veterana e porto del museo dal sindaco Egon Weidekamp. Nel 1980 la banchina di Nyhavn era pedonale. Da allora è diventato un luogo popolare per i turisti e per la popolazione locale.

## Edifici
Il lato settentrionale di Nyhavn è fiancheggiato da case a schiera dipinte a colori vivaci costruite con legno, mattoni e intonaco. La casa più antica, al numero 9, risale al 1681.
Tra il 1845 e il 1864, Hans Christian Andersen visse al numero 67, dove ora si trova una targa commemorativa. Dal 1871 al 1875 Andersen visse a Nyhavn 18, che attualmente ospita un negozio di souvenir a tema Andersen.
Il lato meridionale di Nyhavn ha sontuose dimore lungo il canale, tra cui il castello di Charlottenborg all'angolo di Kongens Nytorv.

## Galleria d'immagini

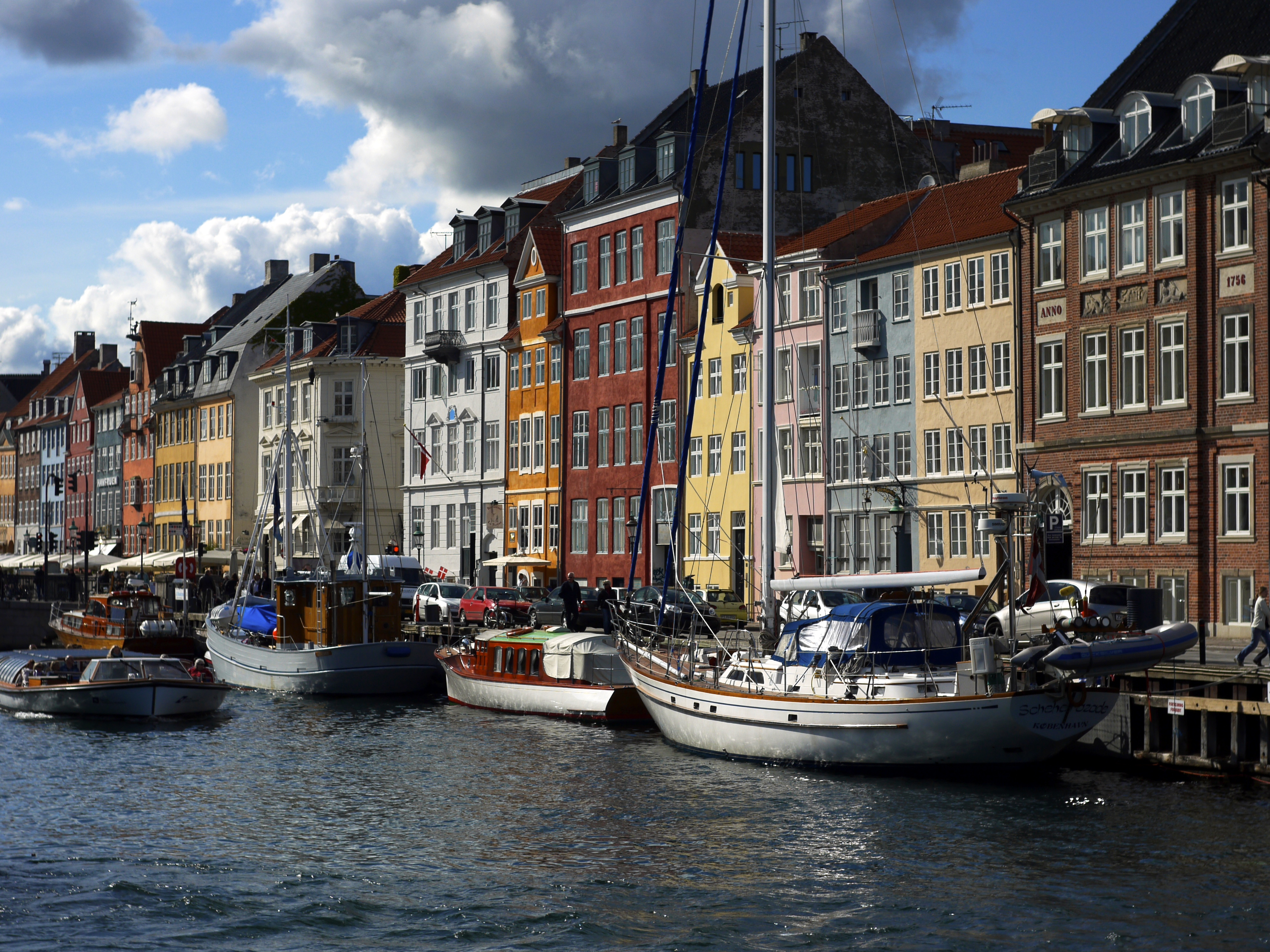
Il canale con le caratteristiche case
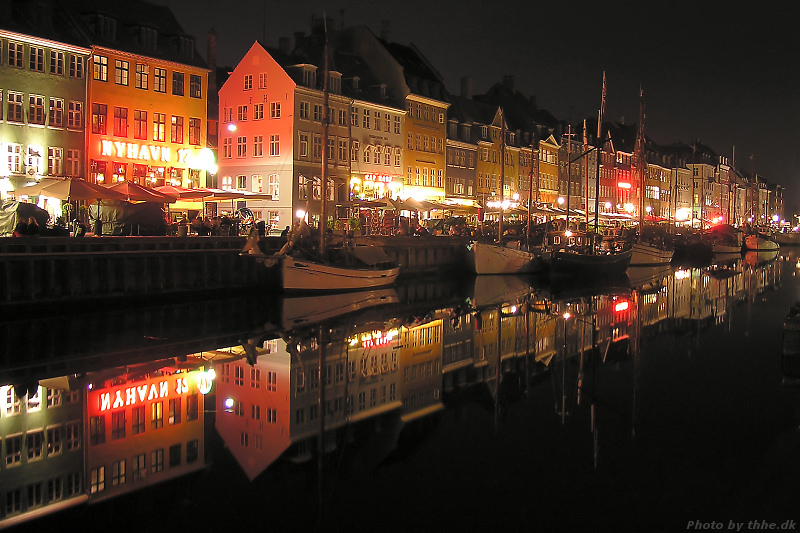
Nyhavn di notte